# فیربنکس رنچ (کالیفرنیا)
فیربنکس رنچ (به انگلیسی: Fairbanks Ranch) یک منطقهٔ مسکونی در ایالات متحده آمریکا است که در شهرستان سن دیگو، کالیفرنیا واقع شده‌است. فیربنکس رنچ ۱۳٫۱۵۵ کیلومتر مربع مساحت و ۳٬۱۴۸ نفر جمعیت دارد.